# Kehrer & Weber
Die Kehrer & Weber GmbH war ein Großhandelsunternehmen in Poing bei München, das unter anderem mehrere SB-Warenhäuser in Südbayern betrieb. 1998 ging die GmbH in die SPAR AG über und alle Warenhäuser wurden umgeflaggt.

## Geschichte
Die Geschichte des Unternehmens geht bereits auf das Jahr 1781 zurück. 1767 ließ sich der aus Pavia (Italien) stammende Angelo Sabbadini in München nieder und eröffnete 1781 einen Kolonialwarenhandel in der Münchner Innenstadt. Sabbadini besaß zugleich ein Bankhaus in München, das 1812 auf Wunsch der Staatsschuldentilgungskasse, Mitbegründer der sogenannten Diskontkasse war. Doch schon 1819 wurde ein Vergleichsantrag gestellt, da diese sehr verlustreich war. 1820 zahlte Sabbadini die 163-höchste Gewerbesteuer in ganz München und holte sich den Bankier Ludwig Knorr als Buchhalter ins Haus. Das Handelshaus SABBADINI-KNORR galt lange als das größte Handelshaus in München.

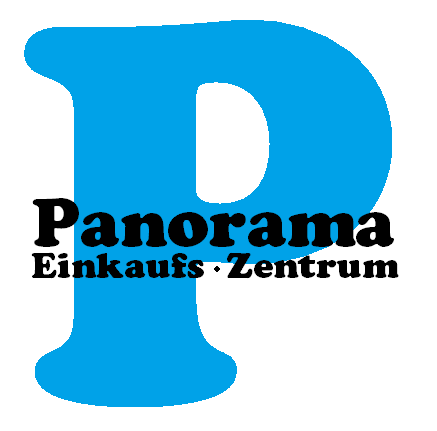
Logo des Panorama Einkaufszentrums 1980

1825 leitete Angelo Sabbadini die Utzschneiderbrauerei in München. Diese leitete er bis zu seinem Tod 1837. 1830 verkaufte Sabbadini pharmazeutische Produkte der Ludwig-Maximilian-Universität. Nach seinem Tod übernahm sein Schwiegersohn Ludwig Knorr die Brauerei und den Kolonialwarenhandel.

### Umbau zum Großhandel
1890 wurde das Unternehmen an den Prokuristen Robert Weber und den aus Reutlingen stammenden Kaufmann Gottfried Kehrer übergeben. Diese schufen aus dem Handelshaus in der Münchner Innenstadt ein Großhandelsunternehmen. 1910 gaben die beiden Inhaber das Unternehmen an die Familie Weissbecker ab, unter anderem an Dr. Franz Weissbecker, der 1952 Mitbegründer der Spar Handelsgesellschaft war. Die Kehrer und Weber GmbH blieb vorerst eigenständig und belieferte selbständige Einzelhändler in ganz Südbayern.

### Warenhäuser
Mitte der 1970er Jahre wurden neben dem Großhandel auch erste SB-Warenhäuser unter dem Namen Panorama Einkaufs-Zentrum eröffnet, unter anderem in Burghausen, Traunstein und Mühldorf am Inn. Hierfür wurde mit der in der direkten Nachbarschaft 1971 angesiedelten Firma Kathreiner AG eine neue Vertriebslinien namens BHZ – Bayerisches Handelszentrum gegründet. Die Warenhäuser wurden meiste in Gewerbegebieten neu errichtet und hatten eine Verkaufsfläche zwischen 8.000 und 12.000 m². Zum Sortiment gehörten neben Lebensmitteln und Textilien auch Möbel, Autoteile und weitere Non-Food Artikel. Zu den Warenhäusern wurden auch Tankstellen errichtet.

### Übernahme
1985 wurde aus den 3 SPAR Großhandlungen Pfeiffer & Schmidt (Hamburg), Karl Koch & Sohn (Langenfeld) und Kehrer & Weber (Poing) die SPAR Handels AG gegründet. 1986 wurden alle SB-Warenhäuser in Interspar-Center umgeflaggt. Aus dem BHZ – Bayerisches Handelszentrum wurde die SPAR-Zentrale Süd Kehrer & Weber GmbH. 1989 wurde die SPAR Kehrer & Weber GmbH dann vollständig in SPAR AG eingegliedert.
Am 19. Mai 2005 wurde die SPAR Handels AG an die EDEKA Handels GmbH verkauft.